# Пабло П'ятті
Пабло Даніель П'ятті (ісп. Pablo Daniel Piatti, нар. 31 березня 1989, Ла-Карлота) — аргентинський футболіст, фланговий півзахисник канадського «Торонто».

## Клубна кар'єра
У дорослому футболі дебютував 2006 року виступами за «Естудьянтес», в якому провів два сезони, взявши участь у 49-ти матчах чемпіонату. Більшість часу, проведеного у складі «Естудьянтеса», був основним гравцем команди.
Своєю грою за цю команду привернув увагу представників тренерського штабу іспанської «Альмерії», до складу якої приєднався влітку 2008 року. Відіграв за клуб з Альмерії наступні три сезони своєї ігрової кар'єри. Граючи у складі «Альмерії», також здебільшого виходив на поле в основному складі команди.
До складу клубу «Валенсія» приєднався 5 липня 2011 року, підписавши п'ятирічний контракт. За Пабло «кажани» заплатили 7,5 млн євро. Відіграв за валенсійський клуб 110 матчів у національному чемпіонаті.
16 липня 2016 року бав відправлений в оренду до «Еспаньйола» на один рік з правом викупу. Клуб скористався цією опцією та 24 травня 2017 року Пабло підписав трирічний контракт.
У лютому 2020 року став гравцем клубу MLS «Торонто».

## Виступи за збірні
У складі молодіжної збірної Аргентини Пабло П'ятті брав участь у чемпіонаті світу серед молодіжних команд 2007 року в Канаді. Будучи наймолодшим серед гравців команди, Пабло зіграв за збірну 6 із 7-ми матчів, проведених нею на турнірі. За його підсумками збірна Аргентини завоювала золоті медалі.
5 червня 2011 року Пабло П'ятті зіграв свій перший матч у складі основний національної збірної, вийшовши на поле в товариському матчі проти збірної Польщі.

## Статистика виступів

### Статистика клубних виступів
Станом на 13 вересня 2020
| Сезон                   | Команда                 | Чемпіонат               | Чемпіонат | Чемпіонат | Національний кубок | Національний кубок | Національний кубок | Континентальні кубки | Континентальні кубки | Континентальні кубки | Інші змагання | Інші змагання | Інші змагання | Усього | Усього |
| Сезон                   | Команда                 | Ліга                    | Ігор      | Голів     | Ліга               | Ігор               | Голів              | Ліга                 | Ігор                 | Голів                | Ліга          | Ігор          | Голів         | Ігор   | Голів  |
| ----------------------- | ----------------------- | ----------------------- | --------- | --------- | ------------------ | ------------------ | ------------------ | -------------------- | -------------------- | -------------------- | ------------- | ------------- | ------------- | ------ | ------ |
| 2006–07                 | «Естудьянтес»           | ПД                      | 17        | 5         | -                  | -                  | -                  | ПАК                  | 2                    | 0                    | -             | -             | -             | 19     | 5      |
| 2007–08                 | «Естудьянтес»           | ПД                      | 32        | 8         | -                  | -                  | -                  | КЛ                   | 8                    | 0                    | -             | -             | -             | 40     | 8      |
| Усього за «Естудьянтес» | Усього за «Естудьянтес» | Усього за «Естудьянтес» | 49        | 13        |                    | -                  | -                  |                      | 10                   | 0                    |               | -             | -             | 59     | 13     |
| 2008–09                 | «Альмерія»              | ПД                      | 31        | 5         | КІ                 | 2                  | 1                  | -                    | -                    | -                    | -             | -             | -             | 33     | 6      |
| 2009–10                 | «Альмерія»              | ПД                      | 35        | 7         | КІ                 | 1                  | 0                  | -                    | -                    | -                    | -             | -             | -             | 36     | 7      |
| 2010–11                 | «Альмерія»              | ПД                      | 35        | 8         | КІ                 | 6                  | 2                  | -                    | -                    | -                    | -             | -             | -             | 41     | 10     |
| Усього за «Альмерія»    | Усього за «Альмерія»    | Усього за «Альмерія»    | 101       | 20        |                    | 9                  | 3                  |                      | -                    | -                    |               | -             | -             | 110    | 23     |
| 2011–12                 | «Валенсія»              | ПД                      | 30        | 2         | КІ                 | 7                  | 3                  | ЛЧ+ЛЄ                | 4+6                  | 0+1                  | -             | -             | -             | 47     | 6      |
| 2012–13                 | «Валенсія»              | ПД                      | 14        | 1         | КІ                 | 3                  | 0                  | ЛЧ                   | 2                    | 0                    | -             | -             | -             | 19     | 1      |
| 2013–14                 | «Валенсія»              | ПД                      | 17        | 5         | КІ                 | 3                  | 0                  | ЛЄ                   | 9                    | 2                    | -             | -             | -             | 29     | 7      |
| 2014–15                 | «Валенсія»              | ПД                      | 28        | 7         | КІ                 | 2                  | 0                  | -                    | -                    | -                    | -             | -             | -             | 21     | 0      |
| 2015–16                 | «Валенсія»              | ПД                      | 21        | 0         | КІ                 | 6                  | 1                  | ЛЧ+ЛЄ                | 7+3                  | 0+1                  | -             | -             | -             | 37     | 2      |
| Усього за «Валенсію»    | Усього за «Валенсію»    | Усього за «Валенсію»    | 110       | 15        |                    | 21                 | 4                  |                      | 31                   | 4                    |               | -             | -             | 162    | 23     |
| 2016–17                 | «Еспаньйол»             | ПД                      | 30        | 10        | КІ                 | 1                  | 0                  | -                    | -                    | -                    | -             | -             | -             | 31     | 10     |
| 2017–18                 | «Еспаньйол»             | ПД                      | 30        | 2         | КІ                 | 1                  | 0                  | -                    | -                    | -                    | -             | -             | -             | 31     | 2      |
| 2018–19                 | «Еспаньйол»             | ПД                      | 20        | 1         | КІ                 | 6                  | 1                  | -                    | -                    | -                    | -             | -             | -             | 26     | 2      |
| січ. 2020               | «Еспаньйол»             | ПД                      | 3         | 0         | КІ                 | 2                  | 0                  | ЛЄ                   | 2                    | 0                    | -             | -             | -             | 7      | 0      |
| Усього за «Еспаньйол»   | Усього за «Еспаньйол»   | Усього за «Еспаньйол»   | 83        | 13        |                    | 10                 | 1                  |                      | 2                    | 0                    |               | -             | -             | 95     | 14     |
| 2020                    | «Торонто»               | MLS                     | 10        | 3         | ЧК                 | -                  | -                  | -                    | -                    | -                    | -             | -             | -             | 10     | 3      |
| Усього за кар'єру       | Усього за кар'єру       | Усього за кар'єру       | 353       | 64        |                    | 40                 | 8                  |                      | 43                   | 4                    |               | -             | -             | 436    | 76     |

## Титули і досягнення
- Чемпіон Аргентини: 2006/2007А
- Володар Кубка Аргентини: 2023

Збірні
- Чемпіон світу (U-20): 2007